# Пал травы

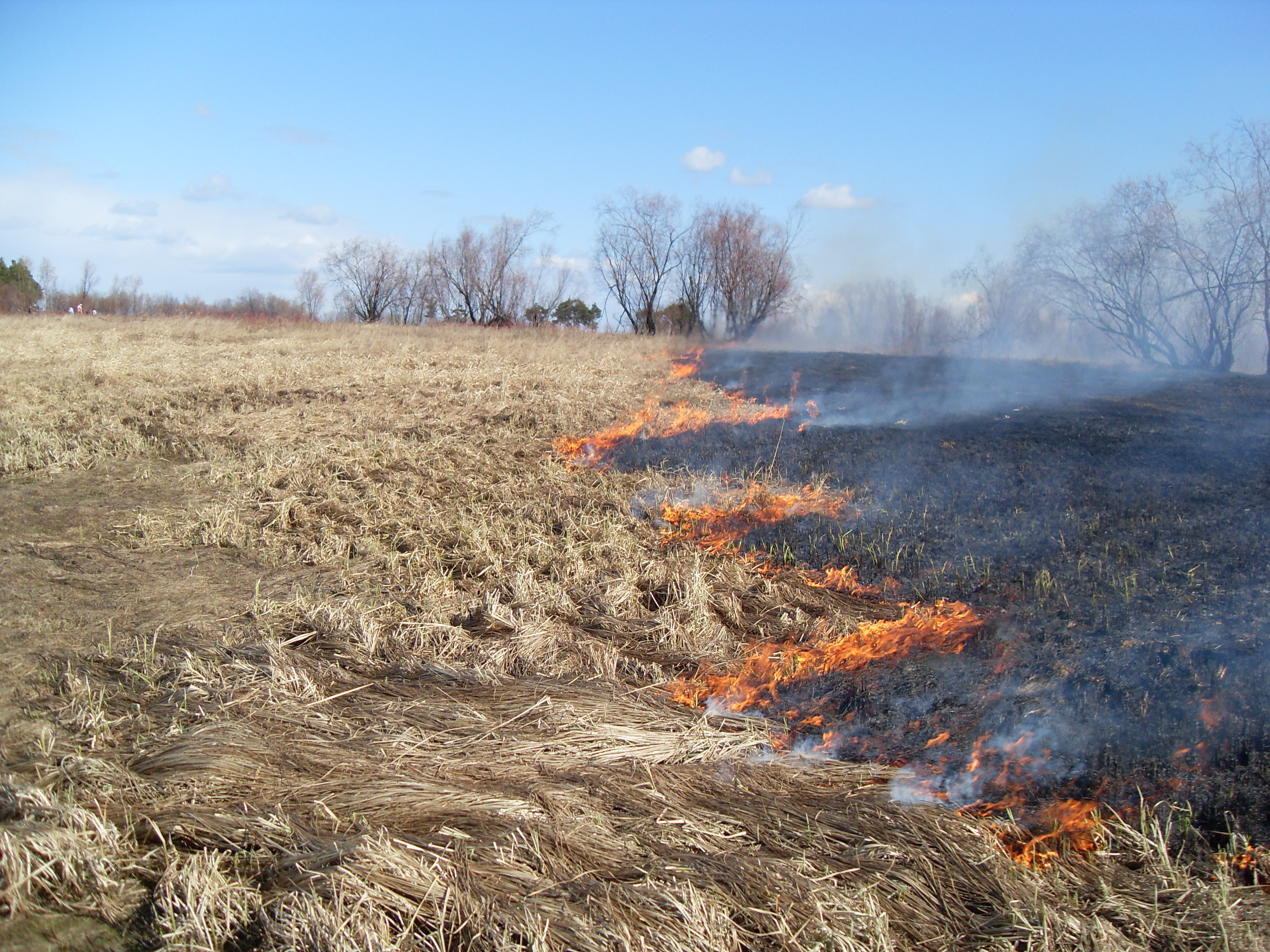
Горящая трава в Архангельской области (2009)

Пал травы — выжигание сухой прошлогодней травы. Он может представлять собой контролируемый процесс с целью предотвращения пожаров, однако часто пал возникает случайно или выходит из-под контроля. Выжигание сухой травы специальными службами осуществляется согласно методическим рекомендациям по проведению выжигания сухой травы.
Палы травы — одна из двух главных причин лесных пожаров и главная причина торфяных. Палы травы вызывают уничтожение экосистем (в частности, лесов), инфраструктуры (домов, ЛЭП и т. д.) и гибель людей:220.

## Причины палов
Многие сельскохозяйственные организации, годами находясь на грани выживания, прибегают к самому дешёвому способу очистки сенокосов и пастбищ или утилизации отходов — выжиганию. Отсутствие просветительской работы в области пожарной безопасности и общий упадок образования привели к возрождению старых суеверий и ошибочных представлений о том, что выжигание способствует лучшему росту травы.
Сено косят раз в сезон, с конца июня по начало июля. Однако в конце июля и в августе по законам муссонного климата идут интенсивные дожди, благодаря чему трава на сенокосах успевает подняться и дать семена. Считается, что вручную, а часто и машинами косить на следующий год по стерне невозможно. Крестьяне стремятся непременно сжечь все сенокосные угодья, осенью или весной. При этом большинство отдает себе отчет в том, что при столь мощном пирогенном прессе биопродуктивность сенокосов неуклонно снижается, а видовой состав трав меняется и обедняется. Однако это приводит не к отказу от палов, а лишь к идее оставлять «воспроизводственные» участки, семена с которых должны распространяться на соседние гари.
В Австралии крупные хищные птицы из оставленных людьми костров вытягивают полусгоревшие сучья и летят в степь, где есть сухая трава. Принесенный огонь воспламеняет её, возникает степной пожар. В нём гибнут многие жители степи, но главным образом кролики. Птицы затем едят крольчатину.

## Последствия палов травы для природы

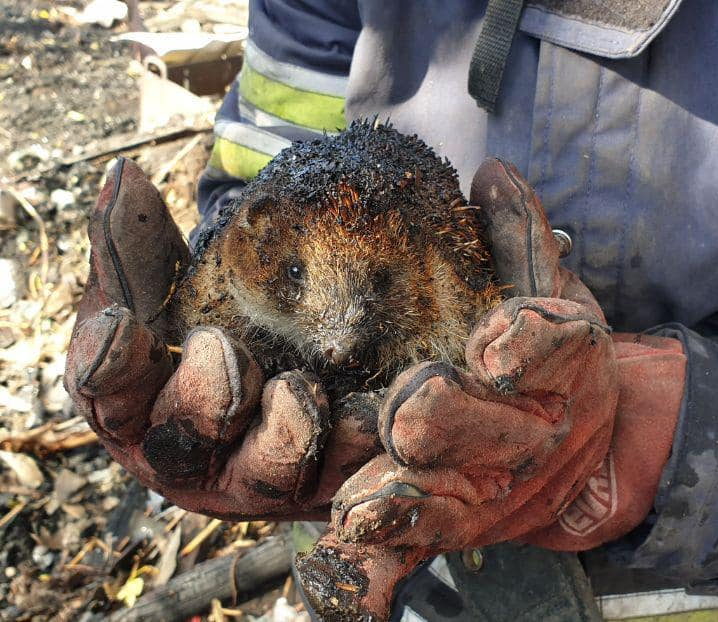
Ёж, обгоревший при пале травы

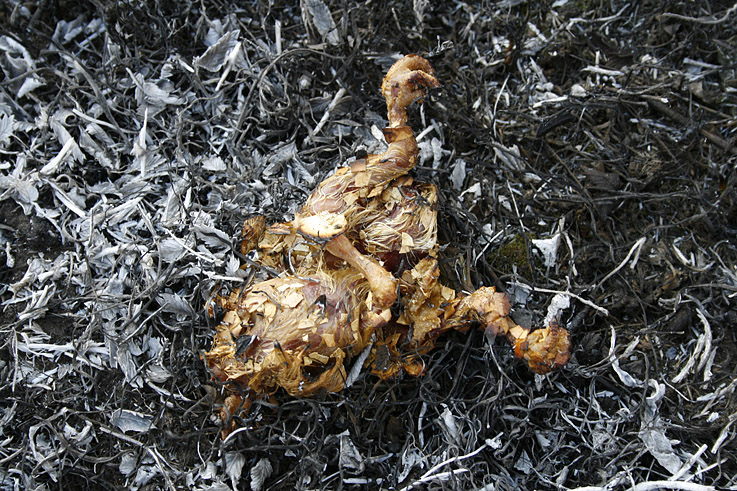
Птенец, сгоревший из-за пала травы

Травяные пожары приводят к заметному снижению плодородия почвы. Пал травы не увеличивает количество минеральных питательных веществ в почве — он лишь высвобождает их из сухой травы, делает доступными для питания растений. Однако при этом теряются азотные соединения. Основная часть запасённого в растительности связанного азота высвобождается в атмосферу, становясь для подавляющего большинства растений недоступной. Сгорает и мертвое органическое вещество почвы, образующееся из отмирающих частей растений, в том числе собственно сухой травы. Сокращение количества мертвого органического вещества в почве — это главный фактор снижения почвенного плодородия.
После пала, как правило, остается довольно большая и трудно затлевающая щётка прикорневых и придёрнинных остьев, которые начинают гнить. В норме в природе это гниение происходит осенью. Летом оно стимулирует вспышку роста грибов. Они выделяют большое количество кислых веществ, которые попадают в корнеобитаемый слой. Происходит резкое обеднение и закисление почв. После палов на песчаных почвах разрастаются щавель и хвощ, а на глинистых можно видеть большую группу других растений.
Гибнут или получают тяжелые травмы многочисленные животные, в первую очередь медлительные — насекомые и мелкие позвоночные (пресмыкающиеся, птицы, млекопитающие и т. д.), а также детёнышей, не имеющих возможности убежать от огня. Палы травы снижают общую массу доступных кормов в среде обитания большинства видов животных.
В 2021 году позицию по поводу палов травы озвучило Министерство экологии и природопользования Московской области:

… весенние палы сухой растительности приводят к массовой гибели земноводных, пресмыкающихся, беспозвоночных животных, уничтожают гнезда птиц, гнездящихся у земли и на земле. Огонь наносит ущерб или приводит к гибели деревьев и кустарников лесополос, опушек, а также вечнозеленых травянистых растений и эфемероидов. Среди видов флоры и фауны, страдающих от весенних палов, немало занесенных в Красную книгу Московской области— 

## Ущерб для экономики
В мае 2020 года МЧС давало промежуточную оценку ущерба от пала травы примерно в 1 млн руб (пострадало 20 населённых пунктов, повреждено огнём 150 строений).

## Примеры палов травы, повлёкших гибель людей
В Белоруссии за первый квартал 2012 года при выжигании сухой растительности погибли четыре человека.
В апреле 2015 года на территории Хакасии в результате сильного ветра многочисленные палы травы вызвали масштабные пожары в нескольких населенных пунктах. В результате пожаров на юге Сибири погибли не менее 34 человек, более 600 человек обратилось за медицинской помощью.

## В законодательстве
В Российском законодательстве выжигание травы с нарушением требований правил пожарной безопасности на земельных участках, непосредственно примыкающих к лесам, защитным и лесным насаждениям и не отделенных противопожарной минерализованной полосой шириной не менее 0,5 метра влечёт административную ответственность в виде штрафа.
После произошедших в последние годы многочисленных случаев повреждения частного имущества, в ноябре 2015 года премьер министром было подписано постановление о запрете пала сухой травы.
В России в настоящее время лицо, поджигающее траву, может быть привлечено по статьям 20.4 КоАП РФ и 8.32 КоАП РФ. В 2022 году штрафы за нарушение правил пожарной безопасности увеличены десятикратно.

## В музыке
MÓJ MIŁY ROLNIKU (Мой любимый фермер) — песня на польском языке о том, что пал травы противозаконен.

## В литературе
Проблему сжигания травы упоминал А. П. Чехов в произведении «Из Сибири» 1890 года:

По сторонам дороги и вдали на горизонте змееобразные огни: это горит прошлогодняя трава, которую здесь нарочно поджигают. Она сыра и туго поддается огню, и потому огненные змеи ползут медленно, то разрываясь на части, то потухая, то опять вспыхивая. Огни искрятся, и над каждым из них белое облако дыма. Красиво, когда огонь вдруг охватит высокую траву: огненный столб вышиною в сажень поднимается над землей, бросит от себя к небу большой клуб дыма и тотчас же падает, точно проваливается сквозь землю. Ещё красивее, когда змейки ползают в березняке; весь лес освещен насквозь, белые стволы отчетливо видны, тени от березок переливаются со световыми пятнами. Немножко жутко от такой иллюминации.